# Carolus Hubertus Leonardus Bontamps
Carolus Hubertus Leonardus (Karel) Bontamps (Geldern, 1 augustus 1793 – Maastricht, 1 mei 1854) was een Nederlands politicus.

## Achtergrond
Bontamps was een nazaat van de familie die de drukkerij Weduwe H. Bontamps bezat. Deze drukkerij had later, in de 20e eeuw, vestigingen in Rotterdam, Amsterdam, Bern, Parijs en Londen. Karel was de zoon van Francis Hubert Hendrik Bontamps, boekverkoper en chef van de vestiging in Geldern, en Anna Maria Gertrudis Raedemaeckers. Aanvankelijk begon Karel zijn loopbaan als drukker en koopman.
Tussen 1822 en 1836 legde hij, samen met zijn buurman, in de wijk Stalberg een aantal terrassen aan op de zogeheten Wijnberg, om druiven te verbouwen, waar hij vervolgens azijn van maakte.

## Politiek
Bontamps was burgemeester van Venlo tussen 1830 en 1837. In 1850 werd hij lid van de Provinciale Staten van Limburg en tevens van Gedeputeerde Staten in die provincie. In 1854 legde hij beide functies neer.

## Nevenfuncties
Bontamps was, naast zijn politieke loopbaan, actief als voorzitter van de Kamer van Koophandel in Venlo. Hij bekleedde deze functie van 1830 tot 1841. Verder was hij president van de vrijmetselaarsloge in Venlo.